# آمانی
آمانی (انگلیسی: Aamani؛ زادهٔ ۱۶ نوامبر ۱۹۷۳) یک هنرپیشه اهل هند است.
از فیلم‌هایی که وی در آن نقش داشته‌است می‌توان به من بارات، پسر طبقه متوسط، مجرد جذاب، اون چهار نفر و سلامی محض رضای عشق اشاره کرد.